# Freden (Leine)
Freden (Leine) – gmina samodzielna (niem. Einheitsgemeinde) w Niemczech, w kraju związkowym Dolna Saksonia, w powiecie Hildesheim. Do 31 października 2016 siedziba gminy zbiorowej Freden (Leine). Dzień później gmina zbiorowa została rozwiązana a jej trzy gminy: Everode, Landwehr oraz Winzenburg stały się dzielnicami gminy samodzielnej.